# Mission ouvrière Saints-Pierre-et-Paul
La Mission ouvrière saints Pierre-et-Paul (abréviation MOPP) est une société apostolique missionnaire dans les milieux ouvriers. Elle est fondée en 1955 par le dominicain Jacques Loew, premier prêtre ouvrier de France.

## Histoire
Jacques Loew,  à la suite d'études sur les conditions de travail dans le port de Marseille, décide en 1942 de travailler avec les dockers pour étudier leur réalité quotidienne. Il publie une étude sur ce milieu avant de fonder, en 1945, une paroisse missionnaire, la Mission de Marseille, en compagnie d'autres prêtres dans le quartier de La Cabucelle. En 1954, le pape Pie XII interdit les prêtres-ouvriers,.

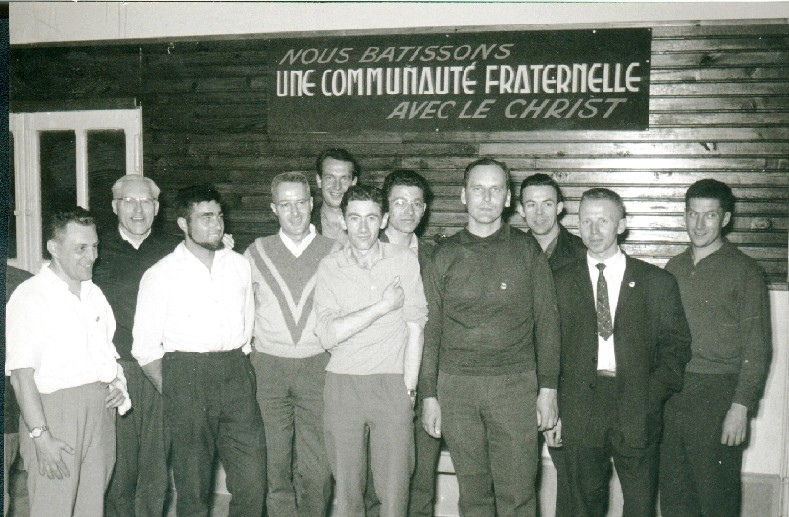
La maison de formation de la MOPP en 1962

Le 15 septembre 1955, fort de cette expérience, il crée la Mission ouvrière Saints-Pierre-et-Paul à Port-de-Bouc qui reçoit sa reconnaissance officielle un an plus tard par l'archevêque d'Aix-en-Provence, Charles de Provenchères. La mission, placée sous le patronage des apôtres Pierre et Paul et de Notre-Dame des petits et des pauvres, aide des ouvriers à accéder au sacerdoce sans rompre avec leur milieu.
La Mission reçoit l’approbation de la Congrégation des religieux le 28 mai 1965, sous l’appellation d'« Institut apostolique » et Mgr De Provenchères l'érige en institut de droit diocésain le 29 juin de la même année. En 1996, la « procure » de la Mission a été transférée dans le diocèse de Fribourg.
La MOPP est présente en France à Toulouse (1957), en région parisienne (1969) notamment à Saint-Sulpice-de-Favières depuis 2001 et à Asnières depuis 2008. La Mission s'est diffusée à l'étranger et connaît des implantations au Brésil (1963), en Suisse (1967), au Japon (1970), en Russie (1972), au Canada, en Italie, en Allemagne…

### Formation et communautés
Les communautés sont constituées en équipe de trois ou quatre missionnaires laïcs ou prêtres. La formation débute par un postulat au sein d'équipe apostolique pour apprendre à associer la vie communautaire, la prière et le travail professionnel et est suivie par une année de retraite à la maison de la MOPP. À un premier cycle d’études de deux ans qui aborde l’histoire, la philosophie et l'étude biblique succède un stage de deux années supplémentaires dans une équipe apostolique avec un éventuel apprentissage professionnel. Un second cycle d’études en théologie se déroule pendant quatre ans dans le pays qui sera le cadre de la mission.